# Rachid El Khalifi
Rachid El Khalifi (Rotterdam, 16 juni 1979) is een Nederlands/Marokkaans voetballer. De vleugelspeler speelt per 2010/11 bij SC Feyenoord. Hij is zowel als linksbuiten als linkshalf te gebruiken en is eventueel op rechts inzetbaar.

## Biografie
De geboren Rotterdammer debuteerde in 2000 voor Dordrecht '90, waarvoor hij in vijf seizoen 14 keer scoorde. El Khalifi speelde voor diverse clubs waaronder onder andere twee seizoenen voor SC Cambuur-Leeuwarden. De aanvaller kwam daarvoor transfervrij over van FC Emmen, waarvoor hij twee seizoenen uit is gekomen en twaalf keer wist te scoren. Roy Wesseling meldde kort na zijn aantreden in 2005 als de hoofdtrainer van Cambuur dat hij El Khalifi graag bij zijn selectie zou willen hebben nadat Tjeerd Korf niet haalbaar bleek (deze had getekend bij Excelsior). In de bekerwedstrijd van 2007/2008 tegen AZ wist El Khalifi als enige te scoren wat betekende dat AZ werd uitgeschakeld. Cambuur geraakte echter niet ver want werd later ook uitgeschakeld. Met Cambuur miste hij op een haar na promotie naar de eredivisie in het seizoen 2008/2009. In die wedstrijd scoorde hij de 1-0 (kopbal) en lange tijd leek dat promotie voor Cambuur te betekenen, echter 5 minuten voor tijd werd verlenging afgedwongen door tegenstander Roda JC en werd Cambuur uiteindelijk in de penaltyreeks uitgeschakeld waarin El Khalifi, Michael Jansen en Mark de Vries penalty's misten. In datzelfde seizoen maakte Cambuur bekend welke spelers mochten vertrekken waaronder ook El Khalifi. In februari 2009 werkte hij al een trainingstage af bij het Amerikaanse Real Salt Lake maar volgens El Khalifi lagen vraag en aanbod te ver van elkaar af en wees hij de transfer af. Later dat jaar kwamen club en speler alsnog tot een akkoord voor een contract van anderhalf jaar. Met Salt Lake werd hij in zijn eerste seizoen meteen kampioen van de Major League Soccer. Hij speelde er echter zeer weinig en begin 2010 keerde hij terug naar Nederland waar hij tekende bij SC Feyenoord.

## Erelijst
- MLS Cup 2009

## Carrière
| 2000/01  | Dordrecht '90         | 13 | 0           | Eerste divisie      |  |     |    |  |
| 2001/02  | Dordrecht '90         | 31 | 7           | Eerste divisie      |  |     |    |  |
| 2002/03  | Dordrecht '90         | 31 | 3           | Eerste divisie      |  |     |    |  |
| 2003/04  | FC Dordrecht          | 30 | 2           | Eerste divisie      |  |     |    |  |
| 2004/05  | FC Dordrecht          | 19 | 2           | Eerste divisie      |  |     |    |  |
| 2005/06  | FC Emmen              | 37 | 7           | Eerste divisie      |  |     |    |  |
| 2006/07  | FC Emmen              | 35 | 5           | Eerste divisie      |  |     |    |  |
| 2007/08  | SC Cambuur Leeuwarden | 29 | 2           | Eerste divisie      |  |     |    |  |
| 2008/09  | SC Cambuur Leeuwarden | 19 | 3           | Eerste divisie      |  |     |    |  |
| 2009/10  | Real Salt Lake        | 4  | 0           | Major League Soccer |  |     |    |  |
| 2009/10  | SC Feyenoord          | -  | -           | Hoofdklasse         |  |     |    |  |
| Leonidas | -                     | -  | Hoofdklasse | Totaal              |  | 248 | 31 |  |